# Santa Sabina
Santa Sabina är en titelkyrka och basilica minor i Rom, helgad åt den heliga Sabina. Kyrkan är belägen vid Piazza Pietro d'Illiria på Aventinen i Rione Ripa och tillhör församlingen Santa Prisca.
Santa Sabina är dominikanordens moderkyrka. På 700-talet och 800-talet genomgick basilikan restaureringar.

## Kyrkans dörrar
Kyrkans dörrar dateras till 400-talets första hälft och är utförda i cypressträ. 18 av dörrarnas 28 paneler har bevarats och har följande motiv:
1. Korsfästelsen
2. Kvinnorna och ängeln vid den tomma graven
3. Konungarnas tillbedjan
4. Kristus med två lärjungar
5. Kristus uppväcker Lasaros från de döda ⋅ Brödundret ⋅ Bröllopet i Kana
6. Mose i öknen ⋅ Undret med vaktlarna ⋅ Manna från himmelen ⋅ Vatten ur klippan
7. Kristi himmelsfärd
8. Kristi återkomst
9. Kristus uppenbarar sig för sina lärjungar efter uppståndelsen
10. Kristus uppenbarar sig för kvinnorna
11. Kristus förutsäger Petri förnekelse
12. Profeten Habackuks bortförande
13. Mose tar emot lagen ⋅ Mose tar av sig sina sandaler ⋅ Mose vid den brinnande buskan ⋅ Moses och fåren
14. Acklamation åt en betydande person iförd klamys (osäker betydelse)
15. Uttåget ur Egypten med eldpelaren ⋅ Egyptierna drunknar i Röda havet ⋅ Arons stav förvandlas till en orm
16. Elia far upp i himmelen och Elisha tar upp hans fallna mantel
17. Pontius Pilatus tvår sina händer då Jesus förs bort
18. Jesus inför Kajafas

## Titelkyrka
Santa Sabina stiftades som titelkyrka av påve Celestinus I omkring år 423.
Kardinalpräster under 1900- och 2000-talet
- François-Désiré Mathieu: 1899–1908
- Léon-Adolphe Amette: 1911–1920
- Francisco de Asís Vidal y Barraquer: 1921–1943
- Vakant: 1942–1946
- Ernesto Ruffini: 1946–1967
- Gabriel-Marie Garrone: 1967–1994
- Jozef Tomko: 1996–2022

## Bilder
| - Kyrkans dörrar. - Korsfästelsen. Detalj från kyrkans vänstra dörr. |